# Kris Richard
Kristopher Jameil Richard (ur. 1 marca 1989 w Beaumont) – amerykański koszykarz występujący na pozycjach rzucającego obrońcy lub niskiego skrzydłowego, posiadający także rumuńskie obywatelstwo, reprezentant tego kraju, obecnie zawodnik CSM CSU Oradea.
19 października 2020 zawarł kontrakt ze Stelmetem BC Zielona Góra. 2 lipca 2021 dołączył po raz kolejny w karierze do rumuńskiego CSM CSU Oradea.

## Osiągnięcia
Stan na 3 lipca 2021, na podstawie, o ile nie zaznaczono inaczej.
Drużynowe
- Mistrz:
  - Rumunii (2018, 2019)
  - Łotwy (2017)
- Wicemistrz Polski (2021)[5]
- Zdobywca Pucharu Polski (2021)[6]

Indywidualne
- MVP finałów ligi rumuńskiej (2018)
- Zaliczony do III składu EBL (2021 przez dziennikarzy)[7]
- Lider EBL w skuteczności rzutów za 3 punkty (2021 – 51,5%)[8]

Reprezentacja
- Uczestnik kwalifikacji do Eurobasketu (2020)